# Memoriał Janusza Kusocińskiego 1954
1. Memoriał Janusza Kusocińskiego – mityng lekkoatletyczny, który odbył się 19 i 20 czerwca 1954 na Stadionie Wojska Polskiego w Warszawie. Podczas zawodów Maria Gołubnicza wyrównała rekord Europy w biegu na 80 metrów przez płotki czasem 11,0. Ustanowiono również kilka rekordów Polski: Gerard Mach w biegu na 400 metrów wynikiem 48,0, Edmund Potrzebowski w biegu na 800 metrów wynikiem 1:50,7 oraz w biegu na 1500 metrów czasem 3:48,4, a także Danuta Adamczyk w skoku wzwyż wynikiem 1,55 m. Główny bieg memoriałowy był rozgrywany na dystansie 5000 metrów. Zwyciężył w nim Wołodymyr Kuc.

## Rezultaty

### Mężczyźni
| Konkurencja:                       | 1. miejsce                                                                             | Rezultat | 2. miejsce                                                                         | Rezultat | 3. miejsce                                                                             | Rezultat |
| Bieg na 100 metrów                 | Edward Szmidt                                                                          | 10,7     | Emil Kiszka                                                                        | 10,7     | Zdobysław Stawczyk                                                                     | 10,8     |
| Bieg na 200 metrów                 | Zdobysław Stawczyk                                                                     | 21,7     | Edward Szmidt                                                                      | 21,8     | Wiktor Riabow                                                                          | 21,9     |
| Bieg na 400 metrów                 | Ardalion Ignatjew                                                                      | 47,3     | Gerard Mach                                                                        | 48,0     | Zbigniew Makomaski                                                                     | 48,6     |
| Bieg na 800 metrów                 | Gunnar Nielsen                                                                         | 1:50,2   | Edmund Potrzebowski                                                                | 1:50,7   | Gieorgij Iwakin                                                                        | 1:51,7   |
| Bieg na 1500 metrów                | Edmund Potrzebowski                                                                    | 3:48,4   | Władimir Bagrajew                                                                  | 3:48,6   | István Rózsavölgyi                                                                     | 3:49,4   |
| Bieg na 5000 metrów                | Wołodymyr Kuc                                                                          | 14:12,8  | Alojzy Graj                                                                        | 14:16,8  | Władysław Płonka                                                                       | 14:17,2  |
| Bieg na 10 000 metrów              | Dymityr Wuczkow                                                                        | 30:46,0  | Albert Iwanow                                                                      | 30:48,8  | Grigorij Basałajew                                                                     | 30:50,4  |
| Bieg na 110 metrów przez płotki    | Jewhen Bułanczyk                                                                       | 14,6     | Boris Stoljarow                                                                    | 14,9     | Wiaczesław Bogatow                                                                     | 15,1     |
| Bieg na 400 metrów przez płotki    | Jurij Litujew                                                                          | 51,9     | Anatolij Julin                                                                     | 51,9     | Gieorgij Żiwotjagin                                                                    | 54,2     |
| Bieg na 3000 metrów z przeszkodami | Fiodor Marulin                                                                         | 8:54,2   | Wiktor Kuczawow                                                                    | 8:54,8   | Pentti Karvonen                                                                        | 8:56,6   |
| Sztafeta 4 × 100 m                 | Polska I · Nikodem Goździalski · Edward Szmidt · Zdobysław Stawczyk · Emil Kiszka      | 41,8     | AZS Jerzy Solarski Cyryl Adamski Wiesław Holajn Andrzej Wojtowicz                  | 42,7     | Polska II · Roman Budzyński · Tadeusz Kluzek · Janusz Jarzembowski · Ryszard Szymański | 43,3     |
| Sztafeta 4 × 400 m                 | Polska I · Stanisław Swatowski · Wiesław Werbliński · Zbigniew Makomaski · Gerard Mach | 3:14,9   | Polska II · Edward Brabański · Leszek Sierek · Jerzy Witulski · Andrzej Kasprzycki | 3:17,5   |                                                                                        |          |
| Skok wzwyż                         | Bengt Nilsson                                                                          | 2,00     | Jurij Stiepanow                                                                    | 1,95     | Zbigniew Lewandowski                                                                   | 1,95     |
| Skok o tyczce                      | Edward Adamczyk                                                                        | 4,32     | Tamás Hommonay                                                                     | 4,25     | Zbigniew Janiszewski                                                                   | 4,20     |
| Skok w dal                         | Ödön Földessy                                                                          | 7,37     | Leonid Grigorjew                                                                   | 7,18     | Kazimierz Kropidłowski                                                                 | 7,13     |
| Trójskok                           | Zygfryd Weinberg                                                                       | 15,22    | Anton Terkel                                                                       | 14,87    | Nikola Dagorow                                                                         | 14,80    |
| Pchnięcie kulą                     | Oto Grigalka                                                                           | 16,97    | Heino Heinaste                                                                     | 15,95    | Gieorgij Fiodorow                                                                      | 15,95    |
| Rzut dyskiem                       | Ferenc Klics                                                                           | 51,69    | Boris Matwiejew                                                                    | 49,55    | Michaił Kriwonosow                                                                     | 49,44    |
| Rzut młotem                        | József Csermák                                                                         | 61,09    | Michaił Kriwonosow                                                                 | 61,03    | Boris Popow                                                                            | 56,04    |
| Rzut oszczepem                     | Janusz Sidło                                                                           | 79,03    | Władimir Kuzniecow                                                                 | 76,60    | Wiktor Cybułenko                                                                       | 72,30    |

### Kobiety
| Konkurencja:                   | 1. miejsce                                                                   | Rezultat | 2. miejsce                                                                          | Rezultat | 3. miejsce              | Rezultat |
| Bieg na 100 metrów             | Wira Krepkina                                                                | 12,2     | Gisela Köhler                                                                       | 12,4     | Flora Kazancewa         | 12,5     |
| Bieg na 200 metrów             | Wira Krepkina                                                                | 24,7     | Flora Kazancewa                                                                     | 24,8     | Weselina Kolarowa       | 24,8     |
| Bieg na 400 metrów             | Nina Otkalenko                                                               | 57,2     | Nina Czernoszcziek                                                                  | 58,0     | Halina Gabor            | 59,9     |
| Bieg na 880 jardów             | Nina Otkalenko                                                               | 2:12,3   | Nina Czernoszcziek                                                                  | 2:14,5   | Jelizawieta Jermołajewa | 2:16,2   |
| Bieg na 80 metrów przez płotki | Maria Gołubnicza                                                             | 11,0     | Olga Gyarmati                                                                       | 11,3     | Anna Aleksandrowa       | 11,4     |
| Sztafeta 4 × 100 m             | Polska I · Maria Ilwicka · Elżbieta Bocian · Genowefa Minicka · Maria Kusion | 48,4     | Polska II · Celina Jesionowska · Barbara Dalkowska · Agnieszka Białek · Maria Arndt | 49,0     |                         |          |
| Skok wzwyż                     | Aleksandra Czudina                                                           | 1,65     | Danuta Adamczyk                                                                     | 1,55     | Anka Rusewa             | 1,55     |
| Skok w dal                     | Aleksandra Czudina                                                           | 5,95     | Maria Ilwicka                                                                       | 5,63     | Elżbieta Duńska         | 5,60     |
| Pchniecie kulą                 | Galina Zybina                                                                | 15,15    | Lia Maremae                                                                         | 14,25    | Zinajda Dojnikowa       | 13,53    |
| Rzut dyskiem                   | Jewgienija Arzumanowa                                                        | 49,85    | Galina Zybina                                                                       | 48,03    | Jelena Wierkoszanska    | 46,74    |
| Rzut oszczepem                 | Aleksandra Czudina                                                           | 49,75    | Virve Roolaid                                                                       | 49,53    | Nadieżda Koniajewa      | 48,71    |